# 塞爾維亞護照
塞爾維亞護照，是塞爾維亞發行給該國國民作為國際旅行的證明文件。
護照由該國內政部發行；如果國民住在海外，則由大使館簽發。公民不能同時擁有多本護照。
塞爾維亞晶片護照於2008年7月發行。

## 簽證要求

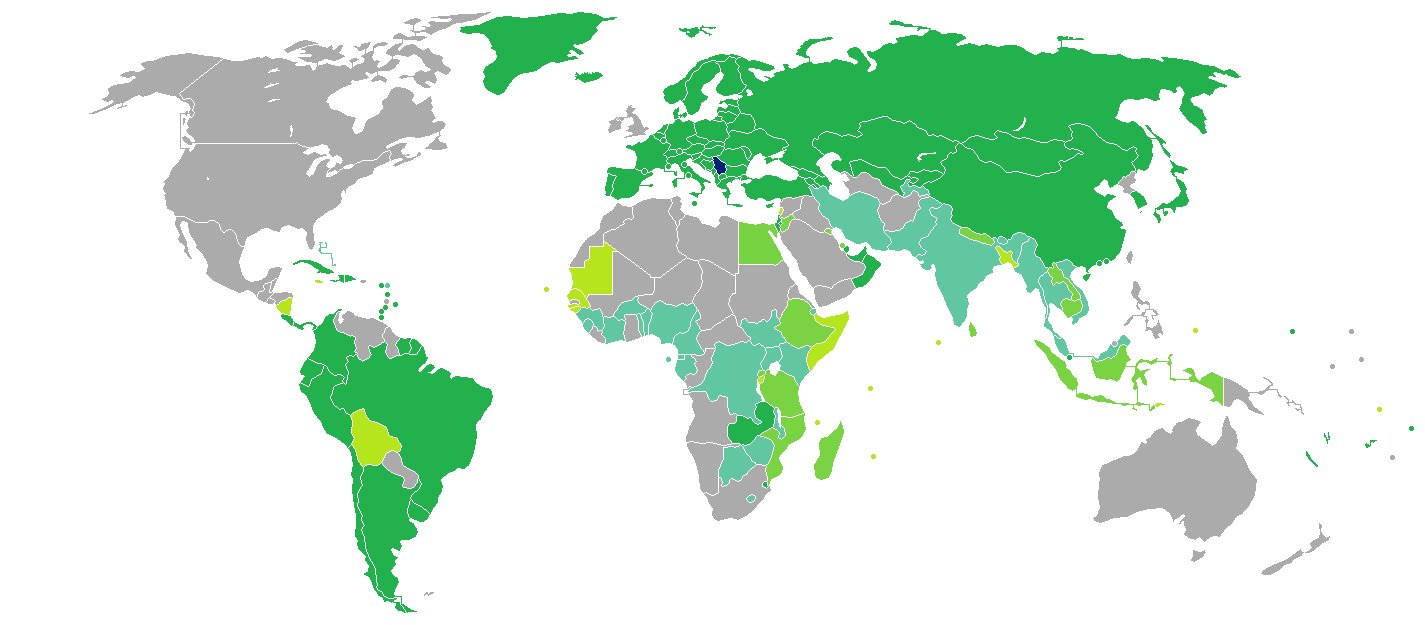

根据2025年1月8日发布的亨利护照指数，塞尔维亚护照可免签证、落地签证或电子签证入境139个国家和地区，位居世界第34。

## 外部連結
- Ministry of Foreign Affairs （页面存档备份，存于）

1. ↑  PUTNA ISPRAVA – PASOŠ 的存檔，存档日期2010-01-10.
2. ↑  . Henley & Partners.   [2025-01-09] （英语）.